# موریس ویتز
موریس ویتز (انگلیسی: Morris Weitz; ۲۴ ژوئیهٔ ۱۹۱۶ – ۱ فوریهٔ ۱۹۸۱) فیلسوف اهل ایالات متحده آمریکا بود.
وی همچنین برندهٔ جوایزی همچون برنامه فولبرایت شده‌است.